# Non (cómic)
Non es un supervillano ficticio que aparece en los cómics estadounidenses publicados por DC Comics. Apareció por primera vez en la película de 1978 Superman: The Movie interpretada por el actor y exboxeador Jack O'Halloran. El personaje hizo su debut en el cómic en Action Comics # 845 (enero de 2007). Un cómplice del General Zod y un adversario del superhéroe Superman, típicamente se lo representa como encarcelado en la Zona Fantasma, junto con Zod y Ursa, entre quienes se lo retrata como el músculo fuerte y silencioso.
En televisión, el personaje fue interpretado por Chris Vance en Supergirl como el antagonista de la primera temporada.

## Biografía del personaje
En octubre de 2006, el director de cine Richard Donner, conocido por su trabajo en las dos primeras películas de Superman, comenzó a escribir Action Comics en colaboración con Geoff Johns. Después de que un niño kryptoniano no identificado aterriza en Metrópolis y es acogido por Lois Lane y Clark Kent, lo siguen tres kryptonianos más en embarcaciones idénticas: el General Zod y Ursa (que reclaman al niño como suyo) y Non. En estos cómics, Non es retratado como más voluminoso que en la película Superman II, pero manteniendo la misma personalidad.
Se reveló que Non era amigo de Jor-El, así como miembro del Consejo Kryptoniano, mientras descubrían la inestabilidad de Krypton. Después de liderar un movimiento separatista, Non fue secuestrado por el Consejo Científico y lobotomizado, lo que lo llevó a su estado actual como un bruto mínimamente verbal. Aunque ahora es un ejecutor altamente agresivo y mentalmente carente de Zod, Non aparentemente ha conservado un nivel de su antigua personalidad y amabilidad cuando trata con niños pequeños. En otro Anuario de Action Comics, se explica que después de que Zod y Ursa dieron a luz a su hijo (que más tarde se conocería como Christopher Kent), Non se comportó no solo de manera dócil sino también cariñosa con Chris durante su primera infancia.
Después de ser encarcelados nuevamente en la Zona Fantasma por Superman y Chris, Zod, Ursa y Non regresaron una vez más a la prisión. Desconocido para los dos primeros, Chris se refugió en secreto en la prisión con solo Non consciente de él. Non siguió comportándose como un cuidador protector con Chris, llevándole comida y ocultándolo de sus padres. Cuando Chris fue finalmente encontrado y torturado por sus padres, otro kryptoniano, Thara Ak-Var, llegó para rescatar a Chris; Non se apresuró a ayudarlos como un acto final de su humanidad y bondad.
Non es castigado por este acto y convertido en aspirante en el ejército kryptoniano al mando del teniente Asha Del-Nar, en una unidad denominada Red Shard. Superman se coloca en el Gremio Militar, llamado Comandante de la unidad Red Shard. Superman descubre que los otros aspirantes están obligando a Non a luchar contra un animal salvaje como una novatada, lo que detiene. Desde entonces ha sido leal a Kal-El. Cuando trata de reunir a algunas bestias mentales salvajes, Non se ve a sí mismo sosteniendo a una niña.

## Poderes y habilidades
Mientras estaba en la Tierra en la película Superman II, Non tenía fuerza sobrehumana, invulnerabilidad virtual, velocidad sobrehumana, vuelo, visión de calor marginal y súper aliento. Non mide 6'6 "y es excepcionalmente musculoso, lo que aumenta aún más su fuerza sobrehumana hasta cierto punto. En cómics recientes, Richard Donner ha descrito la fuerza de Non como mayor que la del general Zod y Ursa juntos debido a su mayor tamaño y masa muscular, posiblemente superando al de Superman y otros kryptonianos maduros; sin embargo, Non no es ni tan inteligente ni tan brutal como los otros dos y, por lo tanto, no puede ejercer toda su fuerza sobrehumana ni puede improvisar su uso. La versión cinematográfica de Non es un nacimiento - defecto mudo (aunque su alter-ego de cómic, Kru-El, decía frases completas) y también parece ser menos inteligente que el General Zod y Ursa; como afirma Jor-El, "Su único medio de expresión es la violencia desenfrenada y la destrucción".
Además, al igual que Zod y otros fugitivos de la Zona Fantasma de Krypton, Non rara vez tiene suficiente tiempo bajo el sol amarillo de la Tierra para absorber y metabolizar suficiente luz solar amarilla para experimentar la medida completa de sus habilidades, ya que él y los otros fugitivos suelen ser derrotados y desterrados. volver a la Zona antes de que pase un período de tiempo significativo. Como tal, si Non tuviera suficiente tiempo en el Sol para cargar completamente sus células con energía solar amarilla, sería significativamente más poderoso físicamente y más potente con una fuerza sobrehumana que cualquier otro kryptoniano adulto, posiblemente incluso Superman.
Como todos los kryptonianos, es vulnerable a la Kryptonita, así como a la luz de un sol rojo; puede ser vulnerable a la magia y control mental también debido a la naturaleza física cruda de su invulnerabilidad virtual kryptoniana, aunque esto nunca se ha visto. Una bomba atómica también causaría un daño significativo a su cuerpo y puede resultar fatal si es implacable. A pesar de su gran tamaño y fuerza, todavía es insuficiente en una batalla contra Doomsday y su velocidad sobrehumana es insuficiente en comparación con los Speedsters como Flash. Además, su inteligencia relativamente baja y su aparente falta de capacidad cognitiva lo ponen en muchas desventajas en una batalla, aunque puede seguir de manera competente las órdenes emitidas. El factor de curación acelerada de Non puede ser deficiente hasta cierto punto, ya que su mudez no mejoró al entrar en el ambiente empoderador y rejuvenecedor de un sol amarillo.

## En otros medios

### Televisión
- Non aparece en Supergirl interpretado por Chris Vance como uno de los principales antagonistas de la primera temporada, junto a su esposa Astra. A diferencia de los cómics, es un orador articulado. También es el esposo y segundo al mando de Astra, hermana gemela de la madre de Supergirl, Alura Zor-El.[2][3] Al igual que en los cómics, lideró un movimiento separatista en Krypton antes de ser detenido. Non fue encarcelado con su esposa en la Zona Fantasma cuando Krypton fue destruido, y él, su esposa y un ejército de otros alienígenas lograron escapar de la Zona Fantasma cuando la cápsula de Kara Zor-El choca por primera vez contra la Tierra. Astra los lidera con la intención de salvar la Tierra de la humanidad, pero durante años son perseguidos por el DEO del gobierno estadounidense, mientras Kara Zor-El, conocida como Kara Danvers en la Tierra, crece. Una vez que Kara asume el papel de Supergirl, ayuda a su hermana adoptiva Alex Danvers, Agente de DEO, en la caza de los fugitivos de la Zona Fantasma. Non presiona a Astra para que continúe con su plan de "salvar" la Tierra, a pesar de que sabe que debe matar a su sobrina Kara para tener éxito. Después de que Astra muere a manos de Alex Danvers, Non toma el mando de los kryptonianos restantes y se dispone a cumplir sus órdenes. Trabajando ahora con la villana Indigo, Non decide continuar con el Proyecto Myriad, un programa kryptoniano que permite el control mental de las masas y bloquea las ideas de esperanza y ahorro. Con Supergirl liberando a los ciudadanos de National City del efecto, Non decide llevar el proyecto un paso más allá y destruir los cráneos de todos los humanos de la Tierra. Sin embargo, antes de que los dos puedan ejecutar su plan genocida por completo, Non e Indigo se enfrentan a Supergirl y su aliado Detective Marciano. Mientras Marciano se enfrenta a Indigo, Supergirl y Non luchan y terminan encerrados en una batalla de visión de calor. A pesar de que Non superó la visión de calor de Supergirl inicialmente, sus emociones pronto ayudaron a Supergirl a liberar todo su potencial, quemando sus ojos en el proceso, lo que resultó en su muerte.[4]
- Non aparece en la serie animada DC Super Hero Girls de 2019, episodio "#DCSuperHeroBoys" (Parte 1 y 2). Fue enviado a la Zona Fantasma (junto con Zod y Ursa) por la madre biológica de Kara, Alura Zor-El. Al escapar, Green Arrow y Zatanna lo distraen al ver un truco de magia, hasta que lo envían a la Zona Fantasma y lo debilitan con Kryptonita.

### Película
Non apareció inicialmente en las dos primeras películas de Superman: The Movie y Superman II.

#### Superman
Al comienzo de Superman, Non es uno de los tres criminales Kryptonianos, junto con el General Zod y Ursa, en juicio por su intento de golpe de Estado contra el gobierno kryptoniano. Con Jor-El como fiscal, los tres son declarados culpables y condenados a ser encarcelados en la Zona Fantasma. Se lanzan al portal de la Zona Fantasma poco antes de que se destruya el planeta Krypton. Non, que carece de la capacidad de hablar, se comunica solo a través de gemidos y gemidos ocasionales, así como su inclinación por la violencia desenfrenada. El nombre de Non se menciona dos veces durante la película Superman II, una vez al principio por el fiscal invisible durante el resumen del juicio y una vez por Ursa ("está enjaulado Non"); La única referencia de Jor-El a él es proclamar que es "una aberración sin sentido, cuyos únicos medios de expresión son la violencia y la destrucción desenfrenadas".
En Superman: The Movie, antes de la destrucción de Krypton, los criminales General Zod, Ursa y Non son sentenciados por Jor-El al destierro en la Zona Fantasma.

#### Superman II
Lex Luthor, quien ha logrado escapar de la cárcel (con la ayuda de Eve Teschmacher), ha rastreado la Fortaleza, antes de la llegada de Superman y Lois, usando un detector de ondas alfa, y aprende de los cristales de la conexión de Superman con Jor-El y del General Zod. Rastrea a Zod hasta Washington D. C., y se ofrece a llevar a Zod hasta el hijo de Jor-El a cambio del control de Australia. Al aceptar su oferta, los tres kryptonianos son dirigidos por Luthor a las oficinas del Daily Planet donde secuestran a Lois. Superman llega, después de haber encontrado el cristal extraviado y revertir el proceso de transformación, e intenta luchar contra los tres. Zod se da cuenta de que Superman se preocupa por los humanos inocentes y se aprovecha de esta debilidad para obligar a Superman a someterse. Para proteger Metrópolis, Superman vuela hacia su Fortaleza, con Zod, Ursa y Non persiguiéndolos y llevando a Lois y Luthor con ellos.
En la Fortaleza, Superman intenta tender una última trampa para detener a Zod, pero falla. Mientras Zod sostiene a Superman en sumisión, Luthor revela la capacidad de la Fortaleza para convertir a Superman en un humano, un castigo que establece Zod. Cuando Superman entra en la cámara de transformación, el resto de la Fortaleza está bañado en luz roja. Los tres villanos se dan cuenta demasiado tarde de que Superman, al saber de la traición de Luthor, alteró el proceso de transformación para exponer a todos los que estaban fuera de la cámara a la luz roja, cancelando así los poderes kryptonianos de Zod, Ursa y Non. Con la ayuda de Lois, Superman puede enviar a los criminales a las profundidades sin fondo de la Fortaleza. (En escenas eliminadas, se revela que las autoridades humanas, presumiblemente canadienses, arrestan a los ahora impotentes kryptonianos).
La versión reeditada de la película llamada Superman II: The Richard Donner Cut reveló que Superman retrocedió en el tiempo unos días donde se aseguró de que el general Zod, Ursa y Non permanecieran en la Zona Fantasma.

### Videojuegos
- Non aparece en DC Universe Online.
- Non aparece como una tarjeta de apoyo en la versión móvil de Injustice: Dioses entre nosotros.
- En Injustice 2, en el final del personaje de Sub-Zero, Sub-Zero se ve transportado a la Tierra Injusticia durante la invasión de Brainiac después de la retirada de Kotal Kahn de Earthrealm a Outworld. Sub-Zero derrota a Brainiac y mientras la Liga de la Justicia trabaja en una forma de transportarlo de regreso a Earthrealm, entrena a los miembros más jóvenes de la Liga de la Justicia de Batman. Desafortunadamente, la Liga abre accidentalmente un portal a la Zona Fantasma donde el tiránico Superman fue encarcelado tras la derrota de Brainiac. Se muestra que Superman ha unido fuerzas con los criminales kryptonianos General Zod, Ursa y Non que usan el portal para escapar. Sub-Zero une fuerzas con la Liga de la Justicia para luchar contra Superman y sus aliados. En el final, se muestra a Batman enfrentando a Non y Ursa, mientras que Supergirl choca con Zod y Sub-Zero pelea con Superman.